# Gent-Wevelgem/Kattekoers-Ieper
Gent-Wevelgem/Kattekoers-Ieper, voorheen Kattekoers en Deinze-Ieper, is een eendaagse wielerwedstrijd in Vlaanderen. De wedstrijd werd in 1934 voor het eerst georganiseerd en maakt deel uit van de UCI Nations' Cup U23, in de categorie 1.Ncup.

## Lijst van winnaars

### Meervoudige winnaars
Renners in het cursief gedrukt zijn renners die nu nog actief zijn.
| Overwinningen | Renner             | Land   | Jaren              |
| ------------- | ------------------ | ------ | ------------------ |
| 3             | Stefaan Vermeersch | België | 1993 + 2001 + 2004 |
| 2             | Eddy Planckaert    | België | 1979 + 1980        |
| 2             | Patrick Verplancke | België | 1984 + 1985        |

### Overwinningen per land
| Overwinningen | Land                                |
| ------------- | ----------------------------------- |
| 73            | België                              |
| 4             | Nederland                           |
| 2             | Verenigd Koninkrijk                 |
| 1             | Denemarken, Italië, Polen, Slovenië |